# DAF 55
DAF 55 är en bakhjulsdriven småbil tillverkad i Nederländerna av DAF 1967–1972.

## Historik
DAF 55 lanserades som årsmodell 1968 som ett större komplement till DAF 44. Den byggde till viss del på den mindre 44:an, men var något större.
Den största skillnaden var att den gamla 2-cylindriga luftkylda boxermotorn blev utbytt mot en ny vätskekyld Renaultmotor med fyra cylindrar, 1108cc och 34 eller 47 hk beroende på modellår och utförande. Växellådan var densamma som tidigare, det vill säga en steglös remdriven slutväxelenhet monterad ihop med bakaxeln. I svensk folkmun kallas denne för ''remjohan''
Hjulupphängningarna modifierades så att framvagnen fick torsionsfjädring istället för tvärställda bladfjädrar som fanns i DAF 44. Bilen fick också skivbromsar fram och tvåkrets bromssystem. Däremot behölls pendelaxeln bak.
DAF 55 fick i Sverige ofta nerslag på besiktningen, framförallt avgassystemet och vissa balkar hade långt sämre resultat än medelbilen.
Modellen fanns som 2-dörrars sedan, coupé samt 3-dörrars kombivagn och hörde hemma i den större småbilsklassen. Precis som den mindre DAF 44 var även denna modell designad av Giovanni Michelotti och blev egentligen mer känd för sin design än sina prestanda. 1972 började Volvo att köpa aktier i DAF:s personbilsdivision, och samma år gjorde man om DAF 55 till 66 som i grunden är samma bil med en rejäl modifiering.

## DAF 55 i olika tävlingssammanhang
DAF 55 var förhållandevis framgångsrik i rallysammanhang. Med sin jämna viktfördelning med motorn fram, växellådan bak och avsaknad av en traditionell differentialväxel slog den många andra bakhjulsdrivna bilar i samma klass på många olika underlag. I Nederländerna höll man även tävlingar i "Crazy Racing" med bland annat DAF 55.
Eftersom bilarna gick lika fort framåt som bakåt var det många som tävlade om vem som kunde backa snabbast. Det slutade oftast med haverier, man skulle kunna kalla detta för holländarnas folkrace. Många slutade med Crazy Racing när Volvo tog över DAF:s personbilsdivision 1975 för att bevara minnet av holländsk bilindustri.